# Amtsgericht Arnsberg

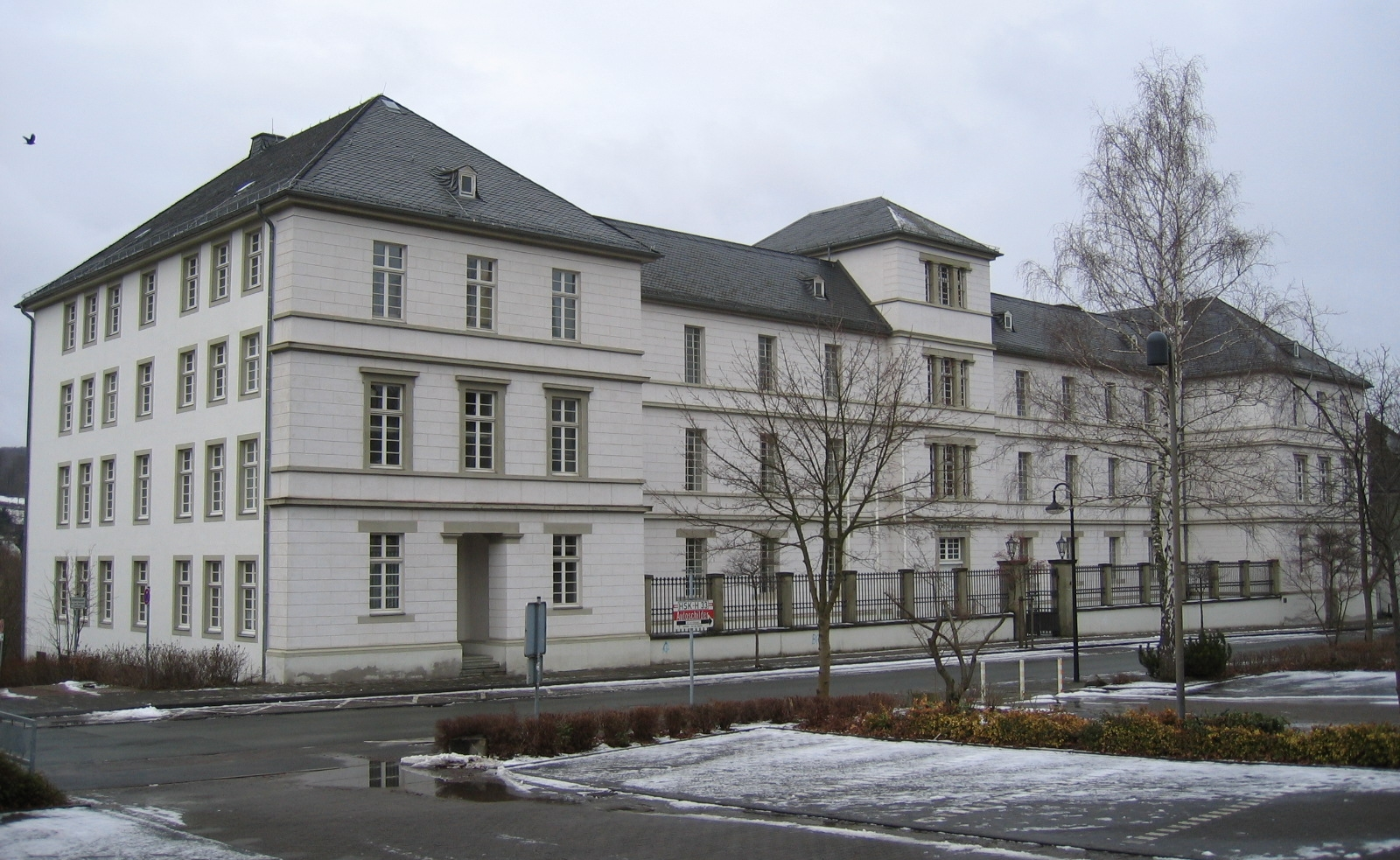
Gerichtsgebäude (2007)

Das Amtsgericht Arnsberg ist ein Gericht der ordentlichen Gerichtsbarkeit und das größte der zehn Amtsgerichte im Bezirk des Landgerichtes Arnsberg.

## Gerichtssitz und -bezirk
Das Gericht hat seinen Sitz in Arnsberg in Nordrhein-Westfalen. Der 386 km² große Gerichtsbezirk umfasst das Gebiet der Städte Arnsberg und Sundern (Sauerland) mit rund 106.000 Einwohnern. Als Zentrales Registergericht führt das Amtsgericht Arnsberg das Handels-, das Genossenschafts- und das Vereinsregister für den Landgerichtsbezirk Arnsberg. Ferner ist die Zuständigkeit für Insolvenzverfahren für den gesamten Landgerichtsbezirk beim AG Arnsberg konzentriert. Außerdem ist das Amtsgericht Arnsberg für die Landwirtschaftssachen der Amtsgerichtsbezirke Arnsberg und Meschede zuständig.

## Gebäude
Das Gericht ist in der Eichholzstr. 4 untergebracht. Das Gebäude stammt aus dem Jahr 1833 und wurde auch als Gefängnis des Landgerichtes Arnsberg als „Inquistorialgebäude“ genutzt.

## Geschichte
Von 1849 bis 1879 bestand in Arnsberg das Kreisgerichts Arnsberg im Sprengel des Appellationsgerichtes Arnsberg. Im Rahmen der Reichsjustizgesetze wurden 1879 reichsweit einheitlich Oberlandes-, Land- und Amtsgerichte gebildet. Das königlich preußische Amtsgericht Arnsberg wurde mit Wirkung zum 1. Oktober 1879 als eines von 19 Amtsgerichten im Bezirk des Landgerichtes Arnsberg im Bezirk des Oberlandesgericht Hamm gebildet. Der Sitz des Gerichtes war die Stadt Arnsberg. Sein Gerichtsbezirk umfasste den Landkreis Arnsberg außer den Teilen, die den Amtsgerichten Balve, Neheim und Warstein zugeordnet waren. Am Gericht bestanden 1880 zwei Richterstellen. Das Amtsgericht war damit ein mittelgroßes Amtsgericht im Landgerichtsbezirk.

## Übergeordnete Gerichte
Dem Amtsgericht Arnsberg ist das Landgericht Arnsberg übergeordnet. Zuständiges Oberlandesgericht ist das Oberlandesgericht Hamm.

## Bekannte Persönlichkeiten
- Charlotte Merz, Ehefrau von Friedrich Merz, Richterin und Direktorin des Amtsgerichts Arnsberg[4]